# 比西拉·博科科
比西拉·阿非利卡·博科科·托伊喬亞（西班牙語：Bisila África Bokoko Toichoa，1974年6月26日—）是一名西班牙出生的美國女商人、企業家、演說家和慈善家。她是BBES的創始人兼首席執行官，BBES是一家總部位於紐約的商業發展機構，在國際上代表、推廣和營銷品牌。在創辦公司之前，她於2005年至2012年擔任紐約市西班牙-美國商會的執行董事。

## 個人生活和教育
博科科是西班牙華倫西亞人。她的家族起源於赤道畿內亞馬拉博的布比部落。在赫芬頓郵報2015年1月的一篇文章中，她說：「我是一個文化混血兒。我出生在西班牙，父母是非洲人，後來成為美國公民，過去15年來一直住在紐約市。」
博科科就讀於西班牙馬德里聖巴勃羅大學，並於1998年獲得工商管理和經濟學工商管理碩士學位。同年，博科科在曼徹斯特大學獲得英國法律證書，並於2003年在紐約市立學院獲得國際關係學文學碩士學位。

## 生涯
博科科於1997年在西班牙華倫西亞的Carbo & Martinez律師事務所擔任法律助理，開始了她的職業生涯。從1999年到2005年，博科科擔任華倫西亞出口研究所IVEX 的董事，在那裡她幫助西班牙企業從食品、生活用品到飲料和烈酒進入美國市場。比西拉·博科科於2005年至2012年擔任西班牙-美國商會的執行董事。
2010年，她推出了西班牙製造的國際葡萄酒品牌Bisila Wines。2012年，她開設了BBES，這是一家總部位於紐約的全球商業發展機構。該公司為時尚、生活方式、藝術和文化領域的企業提供諮詢。2019年12月，Bokoko出現在《Visual Collaborative》Polaris目錄中，在人文超新星系列下，她與以下人士一起接受了採訪；Nse Ikpe-Etim、William Coupon和Nere Teriba。